# 완탄민

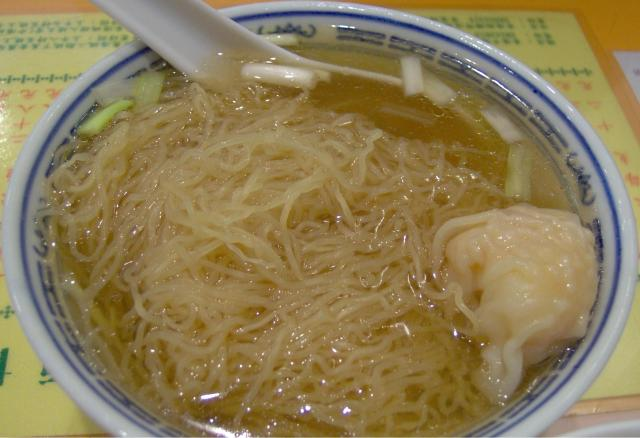
완탕면

완탕면(중국어 정체자: 雲吞麪, 월병: wan4 tan1 min6) 또는 훈툰몐(중국어 간체자: 馄饨面, 정체자: 餛飩麵, 병음: húntún miàn)은 광둥의 국수 요리 중 하나이다. 광저우, 홍콩, 싱가포르, 말레이시아, 태국에서 특히 유명하다. 보통 따뜻한 국물에 가이란 같은 잎채소와 새우·닭고기·돼지고기 따위로 채워진 완탄을 고명으로 얹어서 만든다.